# Under Two Flags (1922)
Under Two Flags é um filme de drama produzido nos Estados Unidos, dirigido por Tod Browning e lançado em 1922.